# 30153 Ostrander
30153 Ostrander è un asteroide della fascia principale. Scoperto nel 2000, presenta un'orbita caratterizzata da un semiasse maggiore pari a 2,2885754 UA e da un'eccentricità di 0,1346829, inclinata di 6,20849° rispetto all'eclittica.